# Historique du parcours européen du Real Madrid CF
L'historique du parcours international du Real Madrid Club de Fútbol retrace les participations de ce club espagnol de football basé à Madrid aux différentes coupes d'Europe et compétitions mondiales.
Le club a notamment remporté 15 Ligues des champions, 2 Coupes UEFA et 6 Supercoupes de l'UEFA.

## Repères historiques européen

### Coupe latine
En 1955, le Real Madrid prend part pour la première fois de son histoire à une compétition européenne. En sa qualité de champion d'Espagne 1955, il participe en juin à la Coupe latine qui oppose les champions portugais, italiens, français et espagnols. Il remporte cette première coupe en battant en finale le Stade de Reims une deuxième victoire en coupe Latine en 1957 (dernière édition de cette compétition qui disparaît ensuite) en battant en finale le Benfica Lisbonne.

### Coupe des clubs champions européens et Ligue des champions
La saison suivante, en 1955-1956, a lieu la première édition de la Coupe des clubs champions européens, ouverte à davantage de champions nationaux. Le Real y retrouve le Stade de Reims en finale et le bat à nouveau, remportant un nouveau titre.
Le club remporte successivement les quatre éditions suivantes de la coupe (de 1957 à 1960), ce qui fait un total de cinq victoires et constitue un record de victoires consécutives dans cette compétition.
Il gagne à nouveau la Coupe à dix reprises : en 1966, puis après son changement d'organisation sous le nom de Ligue des champions de l'UEFA en 1998, 2000, 2002, 2014, 2016, 2017,2018, 2022 et 2024, ce qui lui permet d'établir le record du nombre de titres gagnés dans cette compétition avec 15 victoires.

### Coupe d'Europe des vainqueurs de coupe
Le Real participe également dans son histoire aux autres coupes internationales organisées par l'UEFA.
En 1960 est créée la Coupe d'Europe des vainqueurs de coupe. Le Real y prend part pour la première fois en 1970-1971 à la suite de sa victoire en coupe du Roi la saison précédente, sans qualification pour la C1 cette année-là en raison d'une quatrième place en championnat. Dès cette première participation, le Real atteint la finale, qu'il perd face à Chelsea Football Club.
Le club madrilène fait de même en 1983 lorsqu'il s'incline en finale face aux Écossais d'Aberdeen Football Club.
En quatre participations à la C2, le Real ne remporte jamais cette compétition qui disparaît en 1999.

### Coupe UEFA
Autre coupe d'Europe, la Coupe UEFA (ou C3) qui prend en 1971 la suite de la Coupe des villes de foires en l'élargissant aux clubs européens non champions les mieux placés dans leurs championnats respectifs mais non qualifiés pour les C1 et C2. L'ancienne compétition n'était ouverte qu'aux clubs des villes organisatrices de ce type d'événement sans se soucier de leur classement et avec l'autorisation de ne présenter qu'un club par ville, le Real Madrid n'y prit jamais part.
Le club remporte la coupe UEFA deux fois consécutivement en 1985, s'étant qualifié grâce à sa place de vice-champion en 1983-1984, et en 1986, qualifié par sa cinquième place en championnat l'année précédente. 

### Supercoupe de l'UEFA
Autres titres au palmarès européen du club les six victoires en Supercoupe de l'UEFA en 2002, 2014, 2016, 2017, 2022 et 2024 (match opposant le vainqueur de la C1 et de la C2 jusqu'en 1999 puis de la C1 et de la C3 avec la disparition de la C2).

## Palmarès européen
| Compétitions européennes |
| --- |
| - Ligue des champions (15) : - Vainqueur : 1956, 1957, 1958, 1959, 1960, 1966, 1998, 2000, 2002, 2014, 2016, 2017, 2018, 2022 et 2024 - Finaliste : 1962, 1964 et 1981 - Coupe des coupes : - Finaliste en 1971 et 1983 - Coupe UEFA (2) : - Vainqueur : 1985 et 1986 - Supercoupe de l'UEFA (6) : - Vainqueur : 2002, 2014, 2016, 2017, 2022 et 2024 - Finaliste : 1998, 2000 et 2018 - Coupe Latine (2) : (non officielle) - Vainqueur en 1955 et 1957 |

## Matchs européens par saison

### Années 1950

#### 1954-1955:Coupe Latine
À la fin de la saison 1954-1955, le Real Madrid joue sa première coupe européenne à la suite de sa victoire en championnat d'Espagne cette saison.
les madrilènes jouent leur premier match européen contre le club portugais du CF Belenenses.
Coupe Latine
|   | Tour        | Club        | Résultat | Club           |  |
| - | ----------- | ----------- | -------- | -------------- |  |
| 1 | Demi-finale | Real Madrid | 2 - 0    | CF Belenenses  |  |
| 2 | Finale      | Real Madrid | 2 - 0    | Stade de Reims |  |

#### 1955-1956:Coupe des clubs champions
Le club est invité pour la Coupe des clubs champions à la suite de sa 1re place en Liga lors de la saison 1954-1955.
les madrilènes jouent leur premier match en Coupe des clubs champions contre le club suisse du Servette Genève.
|   | Tour               | Club            | Aller | Total | Retour | Club              |   |
| - | ------------------ | --------------- | ----- | ----- | ------ | ----------------- | - |
| 3 | Huitième de finale | Servette Genève | 0 - 2 | 0 - 7 | 0 - 5  | Real Madrid       | 4 |
| 5 | Quart de finale    | Real Madrid     | 4 - 0 | 4 - 3 | 0 - 3  | Partizan Belgrade | 6 |
| 7 | Demi-finale        | Real Madrid     | 4 - 2 | 5 - 4 | 1 - 2  | AC Milan          | 8 |
| 9 | Finale             | Real Madrid     |       | 4 - 3 |        | Stade de Reims    |   |

#### 1956-1957:Coupe des clubs champions&Coupe Latine
Le club est qualifié en tant que tenant du titre.
|    | Tour               | Club        | Aller | Total | Retour | Club              |        | Appui |
| -- | ------------------ | ----------- | ----- | ----- | ------ | ----------------- | ------ | ----- |
| 10 | Huitième de finale | Real Madrid | 4 - 2 | 7 - 5 | 1 - 3  | Rapid Vienne      | 11, 12 | 2 - 0 |
| 13 | Quart de finale    | Real Madrid | 3 - 0 | 6 - 2 | 3 - 2  | OGC Nice          | 14     |       |
| 15 | Demi-finale        | Real Madrid | 3 - 1 | 5 - 3 | 2 - 2  | Manchester United | 16     |       |
| 17 | Finale             | Real Madrid |       | 2 - 0 |        | Fiorentina        |        |       |

À la fin de la saison 1956-1957, le Real Madrid joue sa deuxième coupe latine à la suite de sa victoire en championnat d'Espagne cette saison.
Coupe Latine
|    | Tour        | Club        | Résultat | Club             |  |
| -- | ----------- | ----------- | -------- | ---------------- |  |
| 18 | Demi-finale | Real Madrid | 5 - 1    | AC Milan         |  |
| 19 | Finale      | Real Madrid | 1 - 0    | Benfica Lisbonne |  |

#### 1957-1958:Coupe des clubs champions
Le club est qualifié en tant que tenant du titre.
|    | Tour               | Club             | Aller | Total    | Retour | Club        |    |
| -- | ------------------ | ---------------- | ----- | -------- | ------ | ----------- | -- |
| 20 | Huitième de finale | Royal Antwerp FC | 1 - 2 | 1 - 8    | 0 - 6  | Real Madrid | 21 |
| 22 | Quart de finale    | Real Madrid      | 8 - 0 | 10 - 2   | 2 - 2  | Séville FC  | 23 |
| 24 | Demi-finale        | Real Madrid      | 4 - 0 | 4 - 2    | 0 - 2  | Vasas SC    | 25 |
| 26 | Finale             | Real Madrid      |       | 3 - 2 ap |        | AC Milan    |    |

#### 1958-1959:Coupe des clubs champions
Le club est qualifié en tant que tenant du titre.
|    | Tour               | Club              | Aller | Total | Retour | Club            |        | Appui |
| -- | ------------------ | ----------------- | ----- | ----- | ------ | --------------- | ------ | ----- |
| 27 | Huitième de finale | Real Madrid       | 2 - 0 | 3 - 1 | 1 - 1  | Beşiktaş JK     | 28     |       |
| 29 | Quart de finale    | Wiener Sport-Club | 0 - 0 | 1 - 7 | 1 - 7  | Real Madrid     | 30     |       |
| 31 | Demi-finale        | Real Madrid       | 2 - 1 | 4 - 3 | 0 - 1  | Atlético Madrid | 32, 33 | 2 - 1 |
| 34 | Finale             | Real Madrid       |       | 2 - 0 |        | Stade de Reims  |        |       |

#### 1959-1960:Coupe des clubs champions
Le club est qualifié en tant que tenant du titre.
|    | Tour               | Club        | Aller | Total  | Retour | Club                  |    |
| -- | ------------------ | ----------- | ----- | ------ | ------ | --------------------- | -- |
| 35 | Huitième de finale | Real Madrid | 7 - 0 | 12 - 2 | 5 - 2  | AS La Jeunesse d'Esch | 36 |
| 37 | Quart de finale    | OGC Nice    | 3 - 2 | 3 - 6  | 0 - 4  | Real Madrid           | 38 |
| 39 | Demi-finale        | Real Madrid | 3 - 1 | 6 - 2  | 3 - 1  | FC Barcelone          | 40 |
| 41 | Finale             | Real Madrid |       | 7 - 3  |        | Eintracht Francfort   |    |

### Années 1960

#### 1960-1961:Coupe des clubs champions
Le club est qualifié en tant que tenant du titre.
|    | Tour               | Club        | Aller | Total | Retour | Club         |    |
| -- | ------------------ | ----------- | ----- | ----- | ------ | ------------ | -- |
| 42 | Huitième de finale | Real Madrid | 2 - 2 | 3 - 4 | 1 - 2  | FC Barcelone | 43 |

#### 1961-1962:Coupe des clubs champions
Le club est qualifié grâce à sa victoire en championnat d'Espagne la saison dernière.
|    | Tour               | Club             | Aller | Total  | Retour | Club              |        | Appui |
| -- | ------------------ | ---------------- | ----- | ------ | ------ | ----------------- | ------ | ----- |
| 44 | Tour préliminaire  | Vasas SC         | 0 - 2 | 1 - 5  | 1 - 3  | Real Madrid       | 45     |       |
| 46 | Huitième de finale | B 1913 Odense    | 0 - 3 | 0 - 12 | 0 - 9  | Real Madrid       | 47     |       |
| 48 | Quart de finale    | Juventus Turin   | 0 - 1 | 2 - 4  | 1 - 0  | Real Madrid       | 49, 50 | 1 - 3 |
| 51 | Demi-finale        | Real Madrid      | 4 - 0 | 6 - 0  | 2 - 0  | Standard de Liège | 52     |       |
| 53 | Finale             | Benfica Lisbonne |       | 5 - 3  |        | Real Madrid       |        |       |

#### 1962-1963:Coupe des clubs champions
Le club est qualifié grâce à sa victoire en championnat d'Espagne la saison dernière.
|    | Tour              | Club        | Aller | Total | Retour | Club           |    |
| -- | ----------------- | ----------- | ----- | ----- | ------ | -------------- | -- |
| 54 | Tour préliminaire | Real Madrid | 3 - 3 | 3 - 4 | 0 - 1  | RSC Anderlecht | 55 |

#### 1963-1964:Coupe des clubs champions
Le club est qualifié grâce à sa victoire en championnat d'Espagne la saison dernière.
|    | Tour               | Club            | Aller | Total | Retour | Club        |    |
| -- | ------------------ | --------------- | ----- | ----- | ------ | ----------- | -- |
| 56 | Tour préliminaire  | Rangers FC      | 0 - 1 | 0 - 7 | 0 - 6  | Real Madrid | 57 |
| 58 | Huitième de finale | Dinamo Bucarest | 1 - 3 | 4 - 8 | 3 - 5  | Real Madrid | 59 |
| 60 | Quart de finale    | Real Madrid     | 4 - 1 | 4 - 3 | 0 - 2  | AC Milan    | 61 |
| 62 | Demi-finale        | FC Zurich       | 1 - 2 | 1 - 8 | 0 - 6  | Real Madrid | 63 |
| 64 | Finale             | Inter Milan     |       | 3 - 1 |        | Real Madrid |    |

#### 1964-1965:Coupe des clubs champions
Le club est qualifié grâce à sa victoire en championnat d'Espagne la saison dernière.
|    | Tour               | Club             | Aller | Total | Retour | Club         |    |
| -- | ------------------ | ---------------- | ----- | ----- | ------ | ------------ | -- |
| 65 | Tour préliminaire  | B 1909 Odense    | 2 - 5 | 2 - 9 | 0 - 4  | Real Madrid  | 66 |
| 67 | Huitième de finale | Real Madrid      | 4 - 0 | 6 - 2 | 2 - 2  | Dukla Prague | 68 |
| 69 | Quart de finale    | Benfica Lisbonne | 5 - 1 | 6 - 3 | 1 - 2  | Real Madrid  | 70 |

#### 1965-1966:Coupe des clubs champions
Le club est qualifié grâce à sa victoire en championnat d'Espagne la saison dernière.
|    | Tour               | Club                | Aller | Total | Retour | Club              |    |
| -- | ------------------ | ------------------- | ----- | ----- | ------ | ----------------- | -- |
| 71 | Tour préliminaire  | Feyenoord Rotterdam | 2 - 1 | 2 - 6 | 0 - 5  | Real Madrid       | 72 |
| 73 | Huitième de finale | Kilmarnock FC       | 2 - 2 | 3 - 7 | 1 - 5  | Real Madrid       | 74 |
| 75 | Quart de finale    | RSC Anderlecht      | 1 - 0 | 3 - 4 | 2 - 4  | Real Madrid       | 76 |
| 77 | Demi-finale        | Real Madrid         | 1 - 0 | 2 - 1 | 1 - 1  | Inter Milan       | 78 |
| 79 | Finale             | Real Madrid         |       | 2 - 1 |        | Partizan Belgrade |    |

#### 1966-1967:Coupe des clubs champions
Le club est qualifié en tant que tenant du titre.
|    | Tour               | Club            | Aller | Total | Retour | Club        |    |
| -- | ------------------ | --------------- | ----- | ----- | ------ | ----------- | -- |
| 80 | Huitième de finale | TSV 1860 Munich | 1 - 0 | 2 - 3 | 1 - 3  | Real Madrid | 81 |
| 82 | Quart de finale    | Inter Milan     | 1 - 0 | 3 - 0 | 2 - 0  | Real Madrid | 83 |

#### 1967-1968:Coupe des clubs champions
Le club est qualifié grâce à sa victoire en championnat d'Espagne la saison dernière.
|    | Tour               | Club              | Aller | Total | Retour   | Club          |    |
| -- | ------------------ | ----------------- | ----- | ----- | -------- | ------------- | -- |
| 84 | Tour préliminaire  | Ajax Amsterdam    | 1 - 1 | 2 - 3 | 1 - 2 ap | Real Madrid   | 85 |
| 86 | Huitième de finale | Hvidovre IF       | 2 - 2 | 3 - 6 | 1 - 4    | Real Madrid   | 87 |
| 88 | Quart de finale    | Real Madrid       | 3 - 0 | 4 - 2 | 1 - 2    | Sparta Prague | 89 |
| 90 | Demi-finale        | Manchester United | 1 - 0 | 4 - 3 | 3 - 3    | Real Madrid   | 91 |

#### 1968-1969:Coupe des clubs champions
Le club est qualifié grâce à sa victoire en championnat d'Espagne la saison dernière.
|    | Tour               | Club         | Aller | Total   | Retour | Club         |    |
| -- | ------------------ | ------------ | ----- | ------- | ------ | ------------ | -- |
| 92 | Tour préliminaire  | Real Madrid  | 6 - 0 | 12 - 0  | 6 - 0  | AEL Limassol | 93 |
| 94 | Huitième de finale | Rapid Vienne | 1 - 0 | 2 - 2 E | 1 - 2  | Real Madrid  | 95 |

#### 1969-1970:Coupe des clubs champions
Le club est qualifié grâce à sa victoire en championnat d'Espagne la saison dernière.
|    | Tour               | Club               | Aller | Total  | Retour | Club        |    |
| -- | ------------------ | ------------------ | ----- | ------ | ------ | ----------- | -- |
| 96 | Tour préliminaire  | Olympiakos Nicosie | 0 - 8 | 1 - 14 | 1 - 6  | Real Madrid | 97 |
| 98 | Huitième de finale | Standard de Liège  | 1 - 0 | 4 - 2  | 3 - 2  | Real Madrid | 99 |

### Années 1970

#### 1970-1971:Coupe des vainqueurs de coupe
Le club est qualifié grâce à sa victoire en coupe d'Espagne la saison dernière.
les madrilènes jouent leur premier match en Coupe des vainqueurs de coupe contre le club maltais d'Hibernians FC.
|     | Tour               | Club          | Aller | Total | Retour | Club             |     |
| --- | ------------------ | ------------- | ----- | ----- | ------ | ---------------- | --- |
| 100 | Seizième de finale | Hibernians FC | 0 - 0 | 0 - 5 | 0 - 5  | Real Madrid      | 101 |
| 102 | Huitième de finale | Real Madrid   | 0 - 1 | 2 - 1 | 2 - 0  | Wacker Innsbruck | 103 |
| 104 | Quart de finale    | Cardiff City  | 1 - 0 | 1 - 2 | 0 - 2  | Real Madrid      | 105 |
| 106 | Demi-finale        | PSV Eindhoven | 0 - 0 | 1 - 2 | 1 - 2  | Real Madrid      | 107 |
| 108 | Finale             | Chelsea FC    | 1 - 1 | 3 - 2 | 2 - 1  | Real Madrid      | 109 |

#### 1971-1972:Coupe UEFA
Le club est qualifié grâce à sa 4e place en championnat d'Espagne la saison dernière.
Les madrilènes jouent leur premier match en Coupe UEFA contre le club suisse du FC Bâle.
|     | Tour                | Club        | Aller | Total   | Retour | Club          |     |
| --- | ------------------- | ----------- | ----- | ------- | ------ | ------------- | --- |
| 110 | Tour préliminaire   | FC Bâle     | 1 - 2 | 2 - 4   | 1 - 2  | Real Madrid   | 111 |
| 112 | Seizièmes de finale | Real Madrid | 3 - 1 | 3 - 3 E | 0 - 2  | PSV Eindhoven | 113 |

#### 1972-1973:Coupe des clubs champions
Le club est qualifié grâce à sa victoire en championnat d'Espagne la saison dernière.
|     | Tour               | Club           | Aller | Total | Retour | Club         |     |
| --- | ------------------ | -------------- | ----- | ----- | ------ | ------------ | --- |
| 114 | Tour préliminaire  | Real Madrid    | 3 - 0 | 4 - 0 | 1 - 0  | ÍBK Keflavík | 115 |
| 116 | Huitième de finale | Argeș Pitești  | 2 - 1 | 3 - 4 | 1 - 3  | Real Madrid  | 117 |
| 118 | Quart de finale    | Dynamo Kiev    | 0 - 0 | 0 - 3 | 0 - 3  | Real Madrid  | 119 |
| 120 | Demi-finale        | Ajax Amsterdam | 2 - 1 | 3 - 1 | 1 - 0  | Real Madrid  | 121 |

#### 1973-1974:Coupe UEFA
Le club est qualifié grâce à sa 4e place en championnat d'Espagne la saison dernière.
|     | Tour              | Club         | Aller | Total | Retour | Club        |     |
| --- | ----------------- | ------------ | ----- | ----- | ------ | ----------- | --- |
| 122 | Tour préliminaire | Ipswich Town | 1 - 0 | 1 - 0 | 0 - 0  | Real Madrid | 123 |

#### 1974-1975:Coupe des vainqueurs de coupe
Le club est qualifié grâce à sa victoire en coupe d'Espagne la saison dernière.
|     | Tour               | Club           | Aller | Total | Retour   | Club                     |     | TaB   |
| --- | ------------------ | -------------- | ----- | ----- | -------- | ------------------------ | --- | ----- |
| 124 | Seizième de finale | Fram Reykjavik | 0 - 2 | 0 - 8 | 0 - 6    | Real Madrid              | 125 |       |
| 126 | Huitième de finale | Real Madrid    | 3 - 0 | 5 - 2 | 2 - 2    | Austria Vienne           | 127 |       |
| 128 | Quart de finale    | Real Madrid    | 2 - 0 | 2 - 2 | 0 - 2 ap | Étoile rouge de Belgrade | 129 | 5 - 6 |

#### 1975-1976:Coupe des clubs champions
Le club est qualifié grâce à sa victoire en championnat d'Espagne la saison dernière.
|     | Tour               | Club                     | Aller | Total   | Retour   | Club            |     |
| --- | ------------------ | ------------------------ | ----- | ------- | -------- | --------------- | --- |
| 130 | Tour préliminaire  | Real Madrid              | 4 - 1 | 4 - 2   | 0 - 1    | Dinamo Bucarest | 131 |
| 132 | Huitième de finale | Derby County             | 4 - 1 | 5 - 6   | 1 - 5 ap | Real Madrid     | 133 |
| 134 | Quart de finale    | Borussia Mönchengladbach | 2 - 2 | 3 - 3 E | 1 - 1    | Real Madrid     | 135 |
| 136 | Demi-finale        | Real Madrid              | 1 - 1 | 1 - 3   | 0 - 2    | Bayern Munich   | 137 |

#### 1976-1977:Coupe des clubs champions
Le club est qualifié grâce à sa victoire en championnat d'Espagne la saison dernière.
|     | Tour               | Club        | Aller | Total | Retour | Club           |     |
| --- | ------------------ | ----------- | ----- | ----- | ------ | -------------- | --- |
| 138 | Tour préliminaire  | Stal Mielec | 1 - 2 | 1 - 3 | 0 - 1  | Real Madrid    | 139 |
| 140 | Huitième de finale | Real Madrid | 0 - 0 | 0 - 2 | 0 - 2  | Club Bruges KV | 141 |

#### 1978-1979:Coupe des clubs champions
Le club est qualifié grâce à sa victoire en championnat d'Espagne la saison dernière.
|     | Tour               | Club        | Aller | Total   | Retour | Club                  |     |
| --- | ------------------ | ----------- | ----- | ------- | ------ | --------------------- | --- |
| 142 | Tour préliminaire  | Real Madrid | 5 - 0 | 12 - 0  | 7 - 0  | FC Progrès Niederkorn | 143 |
| 144 | Huitième de finale | Real Madrid | 3 - 1 | 3 - 3 E | 0 - 2  | Grasshopper Zurich    | 145 |

#### 1979-1980:Coupe des clubs champions
Le club est qualifié grâce à sa victoire en championnat d'Espagne la saison dernière.
|     | Tour               | Club         | Aller | Total   | Retour | Club        |     |
| --- | ------------------ | ------------ | ----- | ------- | ------ | ----------- | --- |
| 146 | Tour préliminaire  | Levski Sofia | 0 - 1 | 0 - 3   | 0 - 2  | Real Madrid | 147 |
| 148 | Huitième de finale | FC Porto     | 2 - 1 | 2 - 2 E | 0 - 1  | Real Madrid | 149 |
| 150 | Quart de finale    | Celtic FC    | 2 - 0 | 2 - 3   | 0 - 3  | Real Madrid | 151 |
| 152 | Demi-finale        | Real Madrid  | 2 - 0 | 3 - 5   | 1 - 5  | Hambourg SV | 153 |

### Années 1980

#### 1980-1981:Coupe des clubs champions
Le club est qualifié grâce à sa victoire en championnat d'Espagne la saison dernière.
|     | Tour               | Club           | Aller | Total | Retour | Club            |     |
| --- | ------------------ | -------------- | ----- | ----- | ------ | --------------- | --- |
| 154 | Tour préliminaire  | Limerick FC    | 1 - 2 | 2 - 7 | 1 - 5  | Real Madrid     | 155 |
| 156 | Huitième de finale | Real Madrid    | 1 - 0 | 3 - 0 | 2 - 0  | Budapest Honvéd | 157 |
| 158 | Quart de finale    | Spartak Moscou | 0 - 0 | 0 - 2 | 0 - 2  | Real Madrid     | 159 |
| 160 | Demi-finale        | Real Madrid    | 2 - 0 | 2 - 1 | 0 - 1  | Inter Milan     | 161 |
| 162 | Finale             | Liverpool FC   |       | 1 - 0 |        | Real Madrid     |     |

#### 1981-1982:Coupe UEFA
Le club est qualifié grâce à sa 2e place en championnat d'Espagne la saison dernière.
|     | Tour                | Club         | Aller | Total   | Retour | Club                 |     |
| --- | ------------------- | ------------ | ----- | ------- | ------ | -------------------- | --- |
| 163 | Tour préliminaire   | FC Tatabánya | 2 - 1 | 2 - 2 E | 0 - 1  | Real Madrid          | 164 |
| 165 | Seizièmes de finale | Real Madrid  | 3 - 2 | 3 - 2   | 0 - 0  | FC Carl Zeiss Iéna   | 166 |
| 167 | Huitième de finale  | Rapid Vienne | 0 - 1 | 0 - 1   | 0 - 0  | Real Madrid          | 168 |
| 169 | Quart de finale     | Real Madrid  | 3 - 1 | 3 - 6   | 0 - 5  | 1. FC Kaiserslautern | 170 |

#### 1982-1983:Coupe des vainqueurs de coupe
Le club est qualifié grâce à sa victoire en coupe d'Espagne la saison dernière.
|     | Tour               | Club           | Aller | Total    | Retour | Club         |     |
| --- | ------------------ | -------------- | ----- | -------- | ------ | ------------ | --- |
| 171 | Seizième de finale | FC Baia Mare   | 0 - 0 | 2 - 5    | 2 - 5  | Real Madrid  | 172 |
| 173 | Huitième de finale | Real Madrid    | 3 - 1 | 4 - 1    | 1 - 0  | Újpest Dósza | 174 |
| 175 | Quart de finale    | Inter Milan    | 1 - 1 | 2 - 3    | 1 - 2  | Real Madrid  | 176 |
| 177 | Demi-finale        | Austria Vienne | 2 - 2 | 3 - 5    | 1 - 3  | Real Madrid  | 178 |
| 179 | Finale             | Aberdeen FC    |       | 2 - 1 ap |        | Real Madrid  |     |

#### 1983-1984:Coupe UEFA
Le club est qualifié grâce à sa 2e place en championnat d'Espagne la saison dernière.
|     | Tour              | Club          | Aller | Total | Retour | Club        |     |
| --- | ----------------- | ------------- | ----- | ----- | ------ | ----------- | --- |
| 180 | Tour préliminaire | Sparta Prague | 3 - 2 | 4 - 3 | 1 - 1  | Real Madrid | 181 |

#### 1984-1985:Coupe UEFA
Le club est qualifié grâce à sa 2e place en championnat d'Espagne la saison dernière.
|     | Tour               | Club              | Aller | Total | Retour | Club             |     |
| --- | ------------------ | ----------------- | ----- | ----- | ------ | ---------------- | --- |
| 182 | Tour préliminaire  | Real Madrid       | 5 - 0 | 5 - 2 | 0 - 2  | Wacker Innsbruck | 183 |
| 184 | Seizième de finale | NK Rijeka         | 3 - 1 | 3 - 4 | 0 - 3  | Real Madrid      | 185 |
| 186 | Huitième de finale | RSC Anderlecht    | 3 - 0 | 4 - 6 | 1 - 6  | Real Madrid      | 187 |
| 188 | Quart de finale    | Tottenham Hotspur | 0 - 1 | 0 - 1 | 0 - 0  | Real Madrid      | 189 |
| 190 | Demi-finale        | Inter Milan       | 2 - 0 | 2 - 3 | 0 - 3  | Real Madrid      | 191 |
| 192 | Finale             | Videoton FC       | 0 - 3 | 1 - 3 | 1 - 0  | Real Madrid      | 193 |

#### 1985-1986:Coupe UEFA
Le club est qualifié grâce à sa 5e place en championnat d'Espagne la saison dernière.
|     | Tour               | Club                     | Aller | Total   | Retour   | Club                 |     |
| --- | ------------------ | ------------------------ | ----- | ------- | -------- | -------------------- | --- |
| 194 | Tour préliminaire  | AEK Athènes              | 1 - 0 | 1 - 5   | 0 - 5    | Real Madrid          | 195 |
| 196 | Seizième de finale | Real Madrid              | 2 - 1 | 2 - 1   | 0 - 0    | Tchornomorets Odessa | 197 |
| 198 | Huitième de finale | Borussia Mönchengladbach | 5 - 1 | 5 - 5 E | 0 - 4    | Real Madrid          | 199 |
| 200 | Quart de finale    | Real Madrid              | 3 - 0 | 3 - 2   | 0 - 2    | Neuchâtel Xamax      | 201 |
| 202 | Demi-finale        | Inter Milan              | 3 - 1 | 4 - 6   | 1 - 5 ap | Real Madrid          | 203 |
| 204 | Finale             | Real Madrid              | 5 - 1 | 5 - 3   | 0 - 2    | 1. FC Cologne        | 205 |

#### 1986-1987:Coupe des clubs champions
Le club est qualifié grâce à sa victoire en championnat d'Espagne la saison dernière.
|     | Tour               | Club                     | Aller | Total   | Retour   | Club           |     | TaB   |
| --- | ------------------ | ------------------------ | ----- | ------- | -------- | -------------- | --- | ----- |
| 206 | Tour préliminaire  | BSC Young Boys           | 1 - 0 | 1 - 5   | 0 - 5    | Real Madrid    | 207 |       |
| 208 | Huitième de finale | Real Madrid              | 1 - 0 | 1 - 1   | 0 - 1 ap | Juventus Turin | 209 | 3 - 1 |
| 210 | Quart de finale    | Étoile rouge de Belgrade | 4 - 2 | 4 - 4 E | 0 - 2    | Real Madrid    | 211 |       |
| 212 | Demi-finale        | Bayern Munich            | 4 - 1 | 4 - 2   | 0 - 1    | Real Madrid    | 213 |       |

#### 1987-1988:Coupe des clubs champions
Le club est qualifié grâce à sa victoire en championnat d'Espagne la saison dernière.
|     | Tour               | Club          | Aller | Total   | Retour | Club          |     |
| --- | ------------------ | ------------- | ----- | ------- | ------ | ------------- | --- |
| 214 | Tour préliminaire  | Real Madrid   | 2 - 0 | 3 - 1   | 1 - 1  | SSC Naples    | 215 |
| 216 | Huitième de finale | Real Madrid   | 2 - 1 | 4 - 2   | 2 - 1  | FC Porto      | 217 |
| 218 | Quart de finale    | Bayern Munich | 3 - 2 | 3 - 4   | 0 - 2  | Real Madrid   | 219 |
| 220 | Demi-finale        | Real Madrid   | 1 - 1 | 1 - 1 E | 0 - 0  | PSV Eindhoven | 221 |

#### 1988-1989:Coupe des clubs champions
Le club est qualifié grâce à sa victoire en championnat d'Espagne la saison dernière.
|     | Tour               | Club          | Aller | Total | Retour   | Club        |     |
| --- | ------------------ | ------------- | ----- | ----- | -------- | ----------- | --- |
| 222 | Tour préliminaire  | Real Madrid   | 3 - 0 | 4 - 0 | 1 - 0    | Moss FK     | 223 |
| 224 | Huitième de finale | Górnik Zabrze | 0 - 1 | 2 - 4 | 2 - 3    | Real Madrid | 225 |
| 226 | Quart de finale    | PSV Eindhoven | 1 - 1 | 2 - 3 | 1 - 2 ap | Real Madrid | 227 |
| 228 | Demi-finale        | Real Madrid   | 1 - 1 | 1 - 6 | 0 - 5    | AC Milan    | 229 |

#### 1989-1990:Coupe des clubs champions
Le club est qualifié grâce à sa victoire en championnat d'Espagne la saison dernière.
|     | Tour               | Club             | Aller | Total | Retour | Club        |     |
| --- | ------------------ | ---------------- | ----- | ----- | ------ | ----------- | --- |
| 230 | Tour préliminaire  | Spora Luxembourg | 0 - 3 | 0 - 9 | 0 - 6  | Real Madrid | 231 |
| 232 | Huitième de finale | AC Milan         | 2 - 0 | 2 - 1 | 0 - 1  | Real Madrid | 233 |

### Années 1990

#### 1990-1991:Coupe des clubs champions
Le club est qualifié grâce à sa victoire en championnat d'Espagne la saison dernière.
|     | Tour               | Club           | Aller | Total  | Retour | Club               |     |
| --- | ------------------ | -------------- | ----- | ------ | ------ | ------------------ | --- |
| 234 | Tour préliminaire  | OB Odense      | 1 - 4 | 1 - 10 | 0 - 6  | Real Madrid        | 235 |
| 236 | Huitième de finale | Real Madrid    | 9 - 1 | 11 - 3 | 2 - 2  | FC Swarovski Tirol | 237 |
| 238 | Quart de finale    | Spartak Moscou | 0 - 0 | 3 - 1  | 3 - 1  | Real Madrid        | 239 |

#### 1991-1992:Coupe UEFA
Le club est qualifié grâce à sa 3e place en championnat d'Espagne la saison dernière.
|     | Tour               | Club              | Aller | Total | Retour | Club        |     |
| --- | ------------------ | ----------------- | ----- | ----- | ------ | ----------- | --- |
| 240 | Tour préliminaire  | Slovan Bratislava | 1 - 2 | 2 - 3 | 1 - 1  | Real Madrid | 241 |
| 242 | Seizième de finale | FC Utrecht        | 1 - 3 | 1 - 4 | 0 - 1  | Real Madrid | 243 |
| 244 | Huitième de finale | Neuchâtel Xamax   | 1 - 0 | 1 - 4 | 0 - 4  | Real Madrid | 245 |
| 246 | Quart de finale    | Sigma Olomouc     | 1 - 1 | 1 - 2 | 0 - 1  | Real Madrid | 247 |
| 248 | Demi-finale        | Real Madrid       | 2 - 1 | 2 - 3 | 0 - 2  | Torino FC   | 249 |

#### 1992-1993:Coupe UEFA
Le club est qualifié grâce à sa 2e place en championnat d'Espagne la saison dernière.
|     | Tour               | Club                     | Aller | Total | Retour | Club                |     |
| --- | ------------------ | ------------------------ | ----- | ----- | ------ | ------------------- | --- |
| 250 | Tour préliminaire  | FC Politehnica Timișoara | 1 - 1 | 1 - 5 | 0 - 4  | Real Madrid         | 251 |
| 252 | Seizième de finale | Real Madrid              | 5 - 2 | 7 - 5 | 2 - 3  | Torpedo Moscou      | 253 |
| 254 | Huitième de finale | Vitesse Arnhem           | 0 - 1 | 0 - 2 | 0 - 1  | Real Madrid         | 255 |
| 256 | Quart de finale    | Real Madrid              | 3 - 1 | 4 - 5 | 1 - 4  | Paris Saint-Germain | 257 |

#### 1993-1994:Coupe des vainqueurs de coupe
Le club est qualifié grâce à sa victoire en coupe d'Espagne la saison dernière.
|     | Tour               | Club               | Aller | Total | Retour | Club                |     |
| --- | ------------------ | ------------------ | ----- | ----- | ------ | ------------------- | --- |
| 258 | Seizième de finale | Real Madrid        | 3 - 0 | 6 - 1 | 3 - 1  | FC Lugano           | 259 |
| 260 | Huitième de finale | FC Tirol Innsbruck | 1 - 1 | 1 - 4 | 0 - 3  | Real Madrid         | 261 |
| 262 | Quart de finale    | Real Madrid        | 0 - 1 | 1 - 2 | 1 - 1  | Paris Saint-Germain | 263 |

#### 1994-1995:Coupe UEFA
Le club est qualifié grâce à sa 4e place en championnat d'Espagne la saison dernière.
|     | Tour               | Club          | Aller | Total   | Retour | Club              |     |
| --- | ------------------ | ------------- | ----- | ------- | ------ | ----------------- | --- |
| 264 | Tour préliminaire  | Real Madrid   | 1 - 0 | 2 - 2 E | 1 - 2  | Sporting Portugal | 265 |
| 266 | Seizième de finale | Dynamo Moscou | 2 - 2 | 2 - 6   | 0 - 4  | Real Madrid       | 267 |
| 268 | Huitième de finale | OB Odense     | 2 - 3 | 4 - 3   | 2 - 0  | Real Madrid       | 269 |

#### 1995-1996:Ligue des champions
Le club est qualifié grâce à sa victoire en championnat d'Espagne la saison dernière.
|     | Tour             | Club           | Aller | Total | Retour | Club                    |     |
| --- | ---------------- | -------------- | ----- | ----- | ------ | ----------------------- | --- |
| 270 | Groupe D : J1/J5 | Ajax Amsterdam | 1 - 0 | 3 - 0 | 2 - 0  | Real Madrid             | 274 |
| 271 | Groupe D : J2/J6 | Real Madrid    | 2 - 0 | 4 - 0 | 2 - 0  | Grasshopper Club Zurich | 275 |
| 272 | Groupe D : J3/J4 | Real Madrid    | 6 - 1 | 7 - 2 | 1 - 1  | Ferencváros TC          | 273 |
| 276 | Quart de finale  | Real Madrid    | 1 - 0 | 1 - 2 | 0 - 2  | Juventus Turin          | 277 |

#### 1997-1998:Ligue des champions
Le club est qualifié grâce à sa victoire en championnat d'Espagne la saison dernière.
|     | Tour             | Club             | Aller | Total | Retour | Club              |     |
| --- | ---------------- | ---------------- | ----- | ----- | ------ | ----------------- | --- |
| 278 | Groupe D : J1/J5 | Real Madrid      | 4 - 1 | 4 - 3 | 0 - 2  | Rosenborg BK      | 282 |
| 279 | Groupe D : J2/J6 | FC Porto         | 0 - 2 | 0 - 6 | 0 - 4  | Real Madrid       | 283 |
| 280 | Groupe D : J3/J4 | Real Madrid      | 5 - 1 | 5 - 1 | 0 - 0  | Olympiakós        | 281 |
| 284 | Quart de finale  | Bayer Leverkusen | 1 - 1 | 1 - 4 | 0 - 3  | Real Madrid       | 285 |
| 286 | Demi-finale      | Real Madrid      | 2 - 0 | 2 - 0 | 0 - 0  | Borussia Dortmund | 287 |
| 288 | Finale           | Juventus Turin   |       | 0 - 1 |        | Real Madrid       |     |

#### 1998-1999:Supercoupe de l'UEFA&Ligue des champions
En début de saison 1998-1999, le Real Madrid joue sa première supercoupe de l'UEFA à la suite de sa victoire en ligue des champions la saison dernière.
Supercoupe de l'UEFA
|     | Tour   | Club        | Résultat | Club       |  |
| --- | ------ | ----------- | -------- | ---------- |  |
| 289 | Finale | Real Madrid | 0 - 1    | Chelsea FC |  |

Le club est qualifié en tant que tenant du titre.
Ligue des champions
|     | Tour             | Club           | Aller | Total   | Retour | Club        |     |
| --- | ---------------- | -------------- | ----- | ------- | ------ | ----------- | --- |
| 290 | Groupe C : J1/J5 | Real Madrid    | 2 - 0 | 3 - 3 E | 1 - 3  | Inter Milan | 294 |
| 291 | Groupe C : J2/J6 | Spartak Moscou | 2 - 1 | 3 - 3   | 1 - 2  | Real Madrid | 295 |
| 292 | Groupe C : J3/J4 | Real Madrid    | 6 - 1 | 11 - 2  | 5 - 1  | Sturm Graz  | 293 |
| 296 | Quart de finale  | Real Madrid    | 1 - 1 | 1 - 3   | 0 - 2  | Dynamo Kiev | 297 |

#### 1999-2000:Ligue des champions
Le club est qualifié grâce à sa 2e place en championnat d'Espagne la saison dernière.
|     | Tour              | Club        | Aller | Total | Retour | Club              |     |
| --- | ----------------- | ----------- | ----- | ----- | ------ | ----------------- | --- |
| 298 | Groupe E : J1/J5  | Olympiakós  | 3 - 3 | 3 - 6 | 0 - 3  | Real Madrid       | 302 |
| 299 | Groupe E : J2/J6  | Real Madrid | 4 - 1 | 5 - 1 | 1 - 0  | Molde FK          | 303 |
| 300 | Groupe E : J3/J4  | Real Madrid | 3 - 1 | 4 - 3 | 1 - 2  | FC Porto          | 301 |
| 304 | Groupe C : J7/J11 | Dynamo Kiev | 1 - 2 | 3 - 4 | 2 - 2  | Real Madrid       | 308 |
| 305 | Groupe C : J8/J12 | Real Madrid | 3 - 1 | 4 - 1 | 1 - 0  | Rosenborg BK      | 309 |
| 306 | Groupe C : J9/J10 | Real Madrid | 2 - 4 | 3 - 8 | 1 - 4  | Bayern Munich     | 307 |
| 310 | Quart de finale   | Real Madrid | 0 - 0 | 3 - 2 | 3 - 2  | Manchester United | 311 |
| 312 | Demi-finale       | Real Madrid | 2 - 0 | 3 - 2 | 1 - 2  | Bayern Munich     | 313 |
| 314 | Finale            | Real Madrid |       | 3 - 0 |        | Valence CF        |     |

### Années 2000

#### 2000-2001:Supercoupe de l'UEFA&Ligue des champions
En début de saison 2000-2001, le Real Madrid joue sa deuxième supercoupe de l'UEFA à la suite de sa victoire en ligue des champions la saison dernière.
Supercoupe de l'UEFA
|     | Tour   | Club        | Résultat | Club           |  |
| --- | ------ | ----------- | -------- | -------------- |  |
| 315 | Finale | Real Madrid | 1 - 2 ap | Galatasaray SK |  |

Le club est qualifié en tant que tenant du titre.
Ligue des champions
|     | Tour              | Club              | Aller | Total | Retour | Club           |     |
| --- | ----------------- | ----------------- | ----- | ----- | ------ | -------------- | --- |
| 316 | Groupe A : J1/J5  | Sporting Portugal | 2 - 2 | 2 - 6 | 0 - 4  | Real Madrid    | 320 |
| 317 | Groupe A : J2/J6  | Real Madrid       | 1 - 0 | 1 - 1 | 0 - 1  | Spartak Moscou | 321 |
| 318 | Groupe A : J3/J4  | Bayer Leverkusen  | 2 - 3 | 5 - 8 | 3 - 5  | Real Madrid    | 319 |
| 322 | Groupe D : J7/J11 | Leeds United      | 0 - 2 | 2 - 5 | 2 - 3  | Real Madrid    | 326 |
| 323 | Groupe D : J8/J12 | Real Madrid       | 4 - 1 | 4 - 3 | 0 - 2  | RSC Anderlecht | 327 |
| 324 | Groupe D : J9/J10 | Real Madrid       | 3 - 2 | 5 - 4 | 2 - 2  | Lazio Rome     | 325 |
| 328 | Quart de finale   | Galatasaray SK    | 3 - 2 | 3 - 5 | 0 - 3  | Real Madrid    | 329 |
| 330 | Demi-finale       | Real Madrid       | 0 - 1 | 1 - 3 | 1 - 2  | Bayern Munich  | 331 |

#### 2001-2002:Ligue des champions
Le club est qualifié grâce à sa victoire en championnat d'Espagne la saison dernière.
|     | Tour              | Club             | Aller | Total | Retour | Club             |     |
| --- | ----------------- | ---------------- | ----- | ----- | ------ | ---------------- | --- |
| 332 | Groupe A : J1/J5  | AS Rome          | 1 - 2 | 2 - 3 | 1 - 1  | Real Madrid      | 336 |
| 333 | Groupe A : J2/J6  | Real Madrid      | 4 - 0 | 4 - 2 | 0 - 2  | Lokomotiv Moscou | 337 |
| 334 | Groupe A : J3/J4  | Real Madrid      | 4 - 1 | 6 - 1 | 2 - 0  | RSC Anderlecht   | 335 |
| 338 | Groupe C : J7/J11 | Sparta Prague    | 2 - 3 | 2 - 6 | 0 - 3  | Real Madrid      | 342 |
| 339 | Groupe C : J8/J12 | Real Madrid      | 3 - 0 | 5 - 2 | 2 - 2  | Panathinaïkós    | 343 |
| 340 | Groupe C : J9/J10 | Real Madrid      | 1 - 0 | 3 - 1 | 2 - 1  | FC Porto         | 341 |
| 344 | Quart de finale   | Bayern Munich    | 2 - 1 | 2 - 3 | 0 - 2  | Real Madrid      | 345 |
| 346 | Demi-finale       | FC Barcelone     | 0 - 2 | 1 - 3 | 1 - 1  | Real Madrid      | 347 |
| 348 | Finale            | Bayer Leverkusen |       | 1 - 2 |        | Real Madrid      |     |

#### 2002-2003:Supercoupe de l'UEFA&Ligue des champions
En début de saison 2002-2003, le Real Madrid joue sa troisième supercoupe de l'UEFA à la suite de sa victoire en ligue des champions la saison dernière.
Supercoupe de l'UEFA
|     | Tour   | Club        | Résultat | Club                |  |
| --- | ------ | ----------- | -------- | ------------------- |  |
| 349 | Finale | Real Madrid | 3 - 1    | Feyenoord Rotterdam |  |

Le club est qualifié grâce à sa 3e place en championnat d'Espagne la saison dernière.
Ligue des champions
|     | Tour              | Club        | Aller | Total   | Retour | Club              |     |
| --- | ----------------- | ----------- | ----- | ------- | ------ | ----------------- | --- |
| 350 | Groupe C : J1/J5  | AS Rome     | 0 - 3 | 1 - 3   | 1 - 0  | Real Madrid       | 354 |
| 351 | Groupe C : J2/J6  | Real Madrid | 6 - 0 | 7 - 1   | 1 - 1  | KRC Genk          | 355 |
| 352 | Groupe C : J3/J4  | AEK Athènes | 3 - 3 | 5 - 5 E | 2 - 2  | Real Madrid       | 353 |
| 356 | Groupe C : J7/J11 | AC Milan    | 1 - 0 | 2 - 3   | 1 - 3  | Real Madrid       | 360 |
| 357 | Groupe C : J8/J12 | Real Madrid | 2 - 2 | 3 - 2   | 1 - 0  | Lokomotiv Moscou  | 361 |
| 358 | Groupe C : J9/J10 | Real Madrid | 2 - 1 | 3 - 2   | 1 - 1  | Borussia Dortmund | 359 |
| 362 | Quart de finale   | Real Madrid | 3 - 1 | 6 - 5   | 3 - 4  | Manchester United | 363 |
| 364 | Demi-finale       | Real Madrid | 2 - 1 | 3 - 4   | 1 - 3  | Juventus Turin    | 365 |

#### 2003-2004:Ligue des champions
Le club est qualifié grâce à sa victoire en championnat d'Espagne la saison dernière.
|     | Tour               | Club          | Aller | Total   | Retour | Club                   |     |
| --- | ------------------ | ------------- | ----- | ------- | ------ | ---------------------- | --- |
| 366 | Groupe F : J1/J5   | Real Madrid   | 4 - 2 | 6 - 3   | 2 - 1  | Olympique de Marseille | 370 |
| 367 | Groupe F : J2/J6   | FC Porto      | 1 - 3 | 2 - 4   | 1 - 1  | Real Madrid            | 371 |
| 368 | Groupe F : J3/J4   | Real Madrid   | 1 - 0 | 1 - 0   | 0 - 0  | Partizan Belgrade      | 369 |
| 372 | Huitième de finale | Bayern Munich | 1 - 1 | 1 - 2   | 0 - 1  | Real Madrid            | 373 |
| 374 | Quart de finale    | Real Madrid   | 4 - 2 | 5 - 5 E | 1 - 3  | AS Monaco              | 375 |

#### 2004-2005:Ligue des champions
Le club est qualifié grâce à sa 4e place en championnat d'Espagne la saison dernière.
|     | Tour                     | Club             | Aller | Total | Retour   | Club           |     |
| --- | ------------------------ | ---------------- | ----- | ----- | -------- | -------------- | --- |
| 376 | 3e Tour de qualification | Wisła Cracovie   | 0 - 2 | 1 - 5 | 1 - 3    | Real Madrid    | 377 |
| 378 | Groupe B : J1/J5         | Bayer Leverkusen | 3 - 0 | 4 - 1 | 1 - 1    | Real Madrid    | 382 |
| 379 | Groupe B : J2/J6         | Real Madrid      | 4 - 2 | 7 - 2 | 3 - 0    | AS Rome        | 383 |
| 380 | Groupe B : J3/J4         | Real Madrid      | 1 - 0 | 3 - 2 | 2 - 2    | Dynamo Kiev    | 381 |
| 384 | Huitième de finale       | Real Madrid      | 1 - 0 | 1 - 2 | 0 - 2 ap | Juventus Turin | 385 |

#### 2005-2006:Ligue des champions
Le club est qualifié grâce à sa 2e place en championnat d'Espagne la saison dernière.
|     | Tour               | Club               | Aller | Total | Retour | Club         |     |
| --- | ------------------ | ------------------ | ----- | ----- | ------ | ------------ | --- |
| 386 | Groupe F : J1/J5   | Olympique lyonnais | 3 - 0 | 4 - 1 | 1 - 1  | Real Madrid  | 390 |
| 387 | Groupe F : J2/J6   | Real Madrid        | 2 - 1 | 3 - 3 | 1 - 2  | Olympiakós   | 391 |
| 388 | Groupe F : J3/J4   | Real Madrid        | 4 - 1 | 6 - 1 | 2 - 0  | Rosenborg BK | 389 |
| 392 | Huitième de finale | Real Madrid        | 0 - 1 | 0 - 1 | 0 - 0  | Arsenal FC   | 393 |

#### 2006-2007:Ligue des champions
Le club est qualifié grâce à sa 2e place en championnat d'Espagne la saison dernière.
|     | Tour               | Club               | Aller | Total   | Retour | Club          |     |
| --- | ------------------ | ------------------ | ----- | ------- | ------ | ------------- | --- |
| 394 | Groupe E : J1/J5   | Olympique lyonnais | 2 - 0 | 4 - 2   | 2 - 2  | Real Madrid   | 398 |
| 395 | Groupe E : J2/J6   | Real Madrid        | 5 - 1 | 7 - 3   | 2 - 2  | Dynamo Kiev   | 399 |
| 396 | Groupe E : J3/J4   | Steaua Bucarest    | 1 - 4 | 1 - 5   | 0 - 1  | Real Madrid   | 397 |
| 400 | Huitième de finale | Real Madrid        | 3 - 2 | 4 - 4 E | 1 - 2  | Bayern Munich | 401 |

#### 2007-2008:Ligue des champions
Le club est qualifié grâce à sa victoire en championnat d'Espagne la saison dernière.
|     | Tour               | Club        | Aller | Total   | Retour | Club         |     |
| --- | ------------------ | ----------- | ----- | ------- | ------ | ------------ | --- |
| 402 | Groupe C : J1/J5   | Real Madrid | 2 - 1 | 4 - 4 E | 2 - 3  | Werder Brême | 406 |
| 403 | Groupe C : J2/J6   | Lazio Rome  | 2 - 2 | 3 - 5   | 1 - 3  | Real Madrid  | 407 |
| 404 | Groupe C : J3/J4   | Real Madrid | 4 - 2 | 4 - 2   | 0 - 0  | Olympiakós   | 405 |
| 408 | Huitième de finale | AS Rome     | 2 - 1 | 4 - 2   | 2 - 1  | Real Madrid  | 409 |

#### 2008-2009:Ligue des champions
Le club est qualifié grâce à sa victoire en championnat d'Espagne la saison dernière.
|     | Tour               | Club                     | Aller | Total | Retour | Club         |     |
| --- | ------------------ | ------------------------ | ----- | ----- | ------ | ------------ | --- |
| 410 | Groupe H : J1/J5   | Real Madrid              | 2 - 0 | 3 - 0 | 1 - 0  | BATE Borisov | 414 |
| 411 | Groupe H : J2/J6   | Zénith Saint-Pétersbourg | 1 - 2 | 1 - 5 | 0 - 3  | Real Madrid  | 415 |
| 412 | Groupe H : J3/J4   | Juventus Turin           | 2 - 1 | 4 - 1 | 2 - 0  | Real Madrid  | 413 |
| 416 | Huitième de finale | Real Madrid              | 0 - 1 | 0 - 5 | 0 - 4  | Liverpool FC | 417 |

#### 2009-2010:Ligue des champions
Le club est qualifié grâce à sa 2e place en championnat d'Espagne la saison dernière.
|     | Tour               | Club               | Aller | Total | Retour | Club                   |     |
| --- | ------------------ | ------------------ | ----- | ----- | ------ | ---------------------- | --- |
| 418 | Groupe C : J1/J5   | FC Zurich          | 2 - 5 | 2 - 6 | 0 - 1  | Real Madrid            | 422 |
| 419 | Groupe C : J2/J6   | Real Madrid        | 3 - 0 | 6 - 1 | 3 - 1  | Olympique de Marseille | 423 |
| 420 | Groupe C : J3/J4   | Real Madrid        | 2 - 3 | 3 - 4 | 1 - 1  | AC Milan               | 421 |
| 424 | Huitième de finale | Olympique lyonnais | 1 - 0 | 2 - 1 | 1 - 1  | Real Madrid            | 425 |

### Années 2010

#### 2010-2011:Ligue des champions
Le club est qualifié grâce à sa 2e place en championnat d'Espagne la saison dernière.
|     | Tour               | Club               | Aller | Total | Retour | Club              |     |
| --- | ------------------ | ------------------ | ----- | ----- | ------ | ----------------- | --- |
| 426 | Groupe G : J1/J5   | Real Madrid        | 2 - 0 | 6 - 0 | 4 - 0  | Ajax Amsterdam    | 430 |
| 427 | Groupe G : J2/J6   | AJ Auxerre         | 0 - 1 | 0 - 5 | 0 - 4  | Real Madrid       | 431 |
| 428 | Groupe G : J3/J4   | Real Madrid        | 2 - 0 | 4 - 2 | 2 - 2  | AC Milan          | 429 |
| 432 | Huitième de finale | Olympique lyonnais | 1 - 1 | 1 - 4 | 0 - 3  | Real Madrid       | 433 |
| 434 | Quart de finale    | Real Madrid        | 4 - 0 | 5 - 0 | 1 - 0  | Tottenham Hotspur | 435 |
| 436 | Demi-finale        | Real Madrid        | 0 - 2 | 1 - 3 | 1 - 1  | FC Barcelone      | 437 |

#### 2011-2012:Ligue des champions
Le club est qualifié grâce à sa 2e place en championnat d'Espagne la saison dernière.
|     | Tour               | Club          | Aller | Total | Retour   | Club               |     | TaB   |
| --- | ------------------ | ------------- | ----- | ----- | -------- | ------------------ | --- | ----- |
| 438 | Groupe D : J1/J5   | Dinamo Zagreb | 0 - 1 | 2 - 7 | 2 - 6    | Real Madrid        | 442 |       |
| 439 | Groupe D : J2/J6   | Real Madrid   | 3 - 0 | 6 - 0 | 3 - 0    | Ajax Amsterdam     | 443 |       |
| 440 | Groupe D : J3/J4   | Real Madrid   | 4 - 0 | 6 - 0 | 2 - 0    | Olympique lyonnais | 441 |       |
| 444 | Huitième de finale | CSKA Moscou   | 1 - 1 | 2 - 5 | 1 - 4    | Real Madrid        | 445 |       |
| 446 | Quart de finale    | APOEL Nicosie | 0 - 3 | 2 - 8 | 2 - 5    | Real Madrid        | 447 |       |
| 448 | Demi-finale        | Bayern Munich | 2 - 1 | 3 - 3 | 1 - 2 ap | Real Madrid        | 449 | 3 - 1 |

#### 2012-2013:Ligue des champions
Le club est qualifié grâce à sa victoire en championnat d'Espagne la saison dernière.
|     | Tour               | Club              | Aller | Total | Retour | Club              |     |
| --- | ------------------ | ----------------- | ----- | ----- | ------ | ----------------- | --- |
| 450 | Groupe D : J1/J5   | Real Madrid       | 3 - 2 | 4 - 3 | 1 - 1  | Manchester City   | 454 |
| 451 | Groupe D : J2/J6   | Ajax Amsterdam    | 1 - 4 | 2 - 8 | 1 - 4  | Real Madrid       | 455 |
| 452 | Groupe D : J3/J4   | Borussia Dortmund | 2 - 1 | 4 - 3 | 2 - 2  | Real Madrid       | 453 |
| 456 | Huitième de finale | Real Madrid       | 1 - 1 | 3 - 2 | 2 - 1  | Manchester United | 457 |
| 458 | Quart de finale    | Real Madrid       | 3 - 0 | 5 - 3 | 2 - 3  | Galatasaray SK    | 459 |
| 460 | Demi-finale        | Borussia Dortmund | 4 - 1 | 4 - 3 | 0 - 2  | Real Madrid       | 461 |

#### 2013-2014:Ligue des champions
Le club est qualifié grâce à sa 2e place en championnat d'Espagne la saison dernière.
|     | Tour               | Club           | Aller | Total    | Retour | Club              |     |
| --- | ------------------ | -------------- | ----- | -------- | ------ | ----------------- | --- |
| 462 | Groupe B : J1/J5   | Galatasaray SK | 1 - 6 | 2 - 10   | 1 - 4  | Real Madrid       | 466 |
| 463 | Groupe B : J2/J6   | Real Madrid    | 4 - 0 | 6 - 0    | 2 - 0  | FC Copenhague     | 467 |
| 464 | Groupe B : J3/J4   | Real Madrid    | 2 - 1 | 4 - 3    | 2 - 2  | Juventus Turin    | 465 |
| 468 | Huitième de finale | Schalke 04     | 1 - 6 | 2 - 9    | 1 - 3  | Real Madrid       | 469 |
| 470 | Quart de finale    | Real Madrid    | 3 - 0 | 3 - 2    | 0 - 2  | Borussia Dortmund | 471 |
| 472 | Demi-finale        | Real Madrid    | 1 - 0 | 5 - 0    | 4 - 0  | Bayern Munich     | 473 |
| 474 | Finale             | Real Madrid    |       | 4 - 1 ap |        | Atlético Madrid   |     |

#### 2014-2015:Supercoupe de l'UEFA&Ligue des champions
En début de saison 2014-2015, le Real Madrid joue sa quatrième supercoupe de l'UEFA à la suite de sa victoire en ligue des champions la saison dernière.
Supercoupe de l'UEFA
|     | Tour   | Club        | Résultat | Club       |  |
| --- | ------ | ----------- | -------- | ---------- |  |
| 475 | Finale | Real Madrid | 2 - 0    | Séville FC |  |

Le club est qualifié grâce à sa 3e place en championnat d'Espagne la saison dernière.
Ligue des champions
|     | Tour               | Club               | Aller | Total | Retour | Club        |     |
| --- | ------------------ | ------------------ | ----- | ----- | ------ | ----------- | --- |
| 476 | Groupe B : J1/J5   | Real Madrid        | 5 - 1 | 6 - 1 | 1 - 0  | FC Bâle     | 480 |
| 477 | Groupe B : J2/J6   | Ludogorets Razgrad | 1 - 2 | 1 - 6 | 0 - 4  | Real Madrid | 481 |
| 478 | Groupe B : J3/J4   | Liverpool FC       | 0 - 3 | 0 - 4 | 0 - 1  | Real Madrid | 479 |
| 482 | Huitième de finale | Schalke 04         | 0 - 2 | 4 - 5 | 4 - 3  | Real Madrid | 483 |
| 484 | Quart de finale    | Atlético Madrid    | 0 - 0 | 0 - 1 | 0 - 1  | Real Madrid | 485 |
| 486 | Demi-finale        | Juventus Turin     | 2 - 1 | 3 - 2 | 1 - 1  | Real Madrid | 487 |

#### 2015-2016:Ligue des champions
Le club est qualifié grâce à sa 2e place en championnat d'Espagne la saison dernière.
|     | Tour               | Club                | Aller | Total    | Retour | Club             |     | TaB   |
| --- | ------------------ | ------------------- | ----- | -------- | ------ | ---------------- | --- | ----- |
| 488 | Groupe A : J1/J5   | Real Madrid         | 4 - 0 | 8 - 3    | 4 - 3  | Chakhtar Donetsk | 492 |       |
| 489 | Groupe A : J2/J6   | Malmö FF            | 0 - 2 | 0 - 10   | 0 - 8  | Real Madrid      | 493 |       |
| 490 | Groupe A : J3/J4   | Paris Saint-Germain | 0 - 0 | 0 - 1    | 0 - 1  | Real Madrid      | 491 |       |
| 494 | Huitième de finale | AS Rome             | 0 - 2 | 0 - 4    | 0 - 2  | Real Madrid      | 495 |       |
| 496 | Quart de finale    | VfL Wolfsburg       | 2 - 0 | 2 - 3    | 0 - 3  | Real Madrid      | 497 |       |
| 498 | Demi-finale        | Manchester City     | 0 - 0 | 0 - 1    | 0 - 1  | Real Madrid      | 499 |       |
| 500 | Finale             | Real Madrid         |       | 1 - 1 ap |        | Atlético Madrid  |     | 5 - 3 |

#### 2016-2017:Supercoupe de l'UEFA&Ligue des champions
En début de saison 2016-2017, le Real Madrid joue sa cinquième supercoupe de l'UEFA à la suite de sa victoire en ligue des champions la saison dernière.
Supercoupe de l'UEFA
|     | Tour   | Club        | Résultat | Club       |  |
| --- | ------ | ----------- | -------- | ---------- |  |
| 501 | Finale | Real Madrid | 3 - 2 ap | Séville FC |  |

Le club est qualifié grâce à sa 2e place en championnat d'Espagne la saison dernière.
Ligue des champions
|     | Tour               | Club              | Aller | Total | Retour   | Club              |     |
| --- | ------------------ | ----------------- | ----- | ----- | -------- | ----------------- | --- |
| 502 | Groupe F : J1/J5   | Real Madrid       | 2 - 1 | 4 - 2 | 2 - 1    | Sporting Portugal | 506 |
| 503 | Groupe F : J2/J6   | Borussia Dortmund | 2 - 2 | 4 - 4 | 2 - 2    | Real Madrid       | 507 |
| 504 | Groupe F : J3/J4   | Real Madrid       | 5 - 1 | 8 - 4 | 3 - 3    | Legia Varsovie    | 505 |
| 508 | Huitième de finale | Real Madrid       | 3 - 1 | 6 - 2 | 3 - 1    | SSC Naples        | 509 |
| 510 | Quart de finale    | Bayern Munich     | 1 - 2 | 3 - 6 | 2 - 4 ap | Real Madrid       | 511 |
| 512 | Demi-finale        | Real Madrid       | 3 - 0 | 4 - 2 | 1 - 2    | Atlético Madrid   | 513 |
| 514 | Finale             | Juventus Turin    |       | 1 - 4 |          | Real Madrid       |     |

#### 2017-2018:Supercoupe de l'UEFA&Ligue des champions
En début de saison 2017-2018, le Real Madrid joue sa sixième supercoupe de l'UEFA à la suite de sa victoire en ligue des champions la saison dernière.
Supercoupe de l'UEFA
|     | Tour   | Club        | Résultat | Club              |  |
| --- | ------ | ----------- | -------- | ----------------- |  |
| 515 | Finale | Real Madrid | 2 - 1    | Manchester United |  |

Le club est qualifié grâce à sa victoire en championnat d'Espagne la saison dernière.
Ligue des champions
|     | Tour               | Club              | Aller | Total | Retour | Club                |     |
| --- | ------------------ | ----------------- | ----- | ----- | ------ | ------------------- | --- |
| 516 | Groupe H : J1/J5   | Real Madrid       | 3 - 0 | 9 - 0 | 6 - 0  | APOEL Nicosie       | 520 |
| 517 | Groupe H : J2/J6   | Borussia Dortmund | 1 - 3 | 3 - 6 | 2 - 3  | Real Madrid         | 521 |
| 518 | Groupe H : J3/J4   | Real Madrid       | 1 - 1 | 2 - 4 | 1 - 3  | Tottenham Hotspur   | 519 |
| 522 | Huitième de finale | Real Madrid       | 3 - 1 | 5 - 2 | 2 - 1  | Paris Saint-Germain | 523 |
| 524 | Quart de finale    | Juventus Turin    | 0 - 3 | 3 - 4 | 3 - 1  | Real Madrid         | 525 |
| 526 | Demi-finale        | Bayern Munich     | 1 - 2 | 3 - 4 | 2 - 2  | Real Madrid         | 527 |
| 528 | Finale             | Real Madrid       |       | 3 - 1 |        | Liverpool FC        |     |

#### 2018-2019:Supercoupe de l'UEFA&Ligue des champions
En début de saison 2018-2019, le Real Madrid joue sa septième supercoupe de l'UEFA à la suite de sa victoire en ligue des champions la saison dernière.
Supercoupe de l'UEFA
|     | Tour   | Club        | Résultat | Club            |  |
| --- | ------ | ----------- | -------- | --------------- |  |
| 529 | Finale | Real Madrid | 2 - 4 ap | Atlético Madrid |  |

Le club est qualifié grâce à sa 3e place en championnat d'Espagne la saison dernière.
Ligue des champions
|     | Tour               | Club           | Aller | Total | Retour | Club           |     |
| --- | ------------------ | -------------- | ----- | ----- | ------ | -------------- | --- |
| 530 | Groupe G : J1/J5   | Real Madrid    | 3 - 0 | 5 - 0 | 2 - 0  | AS Rome        | 534 |
| 531 | Groupe G : J2/J6   | CSKA Moscou    | 1 - 0 | 4 - 0 | 3 - 0  | Real Madrid    | 535 |
| 532 | Groupe G : J3/J4   | Real Madrid    | 2 - 1 | 7 - 1 | 5 - 0  | Viktoria Plzeň | 533 |
| 536 | Huitième de finale | Ajax Amsterdam | 1 - 2 | 5 - 3 | 4 - 1  | Real Madrid    | 537 |

#### 2019-2020:Ligue des champions
Le club est qualifié grâce à sa 3e place en championnat d'Espagne la saison dernière.
|     | Tour               | Club                | Aller | Total | Retour | Club            |     |
| --- | ------------------ | ------------------- | ----- | ----- | ------ | --------------- | --- |
| 538 | Groupe A : J1/J5   | Paris Saint-Germain | 3 - 0 | 5 - 2 | 2 - 2  | Real Madrid     | 542 |
| 539 | Groupe A : J2/J6   | Real Madrid         | 2 - 2 | 5 - 3 | 3 - 1  | Club Bruges KV  | 543 |
| 540 | Groupe A : J3/J4   | Galatasaray SK      | 0 - 1 | 0 - 7 | 0 - 6  | Real Madrid     | 541 |
| 544 | Huitième de finale | Real Madrid         | 1 - 2 | 2 - 4 | 1 - 2  | Manchester City | 545 |

### Années 2020

#### 2020-2021:Ligue des champions
Le club est qualifié grâce à sa victoire en championnat d'Espagne la saison dernière.
|     | Tour               | Club                     | Aller | Total | Retour | Club             |     |
| --- | ------------------ | ------------------------ | ----- | ----- | ------ | ---------------- | --- |
| 546 | Groupe B : J1/J5   | Real Madrid              | 2 - 3 | 2 - 5 | 0 - 2  | Chakhtar Donetsk | 550 |
| 547 | Groupe B : J2/J6   | Borussia Mönchengladbach | 2 - 2 | 2 - 4 | 0 - 2  | Real Madrid      | 551 |
| 548 | Groupe B : J3/J4   | Real Madrid              | 3 - 2 | 5 - 2 | 2 - 0  | Inter Milan      | 549 |
| 552 | Huitième de finale | Atalanta Bergame         | 0 - 1 | 1 - 4 | 1 - 3  | Real Madrid      | 553 |
| 554 | Quart de finale    | Real Madrid              | 3 - 1 | 3 - 1 | 0 - 0  | Liverpool FC     | 555 |
| 556 | Demi-finale        | Real Madrid              | 1 - 1 | 1 - 3 | 0 - 2  | Chelsea FC       | 557 |

#### 2021-2022:Ligue des champions
Le club est qualifié grâce à sa 2e place en championnat d'Espagne la saison dernière.
|     | Tour               | Club                | Aller | Total | Retour   | Club        |     |
| --- | ------------------ | ------------------- | ----- | ----- | -------- | ----------- | --- |
| 558 | Groupe D : J1/J6   | Inter Milan         | 0 - 1 | 0 - 3 | 0 - 2    | Real Madrid | 563 |
| 559 | Groupe D : J2/J5   | Real Madrid         | 1 - 2 | 4 - 2 | 3 - 0    | FC Sheriff  | 562 |
| 560 | Groupe D : J3/J4   | Chakhtar Donetsk    | 0 - 5 | 1 - 7 | 1 - 2    | Real Madrid | 561 |
| 564 | Huitième de finale | Paris Saint-Germain | 1 - 0 | 2 - 3 | 1 - 3    | Real Madrid | 565 |
| 566 | Quart de finale    | Chelsea FC          | 1 - 3 | 4 - 5 | 3 - 2 ap | Real Madrid | 567 |
| 568 | Demi-finale        | Manchester City     | 4 - 3 | 5 - 6 | 1 - 3 ap | Real Madrid | 569 |
| 570 | Finale             | Liverpool FC        |       | 0 - 1 |          | Real Madrid |     |

#### 2022-2023:Supercoupe de l'UEFA&Ligue des champions
En début de saison 2022-2023, le Real Madrid joue sa huitième supercoupe de l'UEFA à la suite de sa victoire en ligue des champions la saison dernière.
Supercoupe de l'UEFA
|     | Tour   | Club        | Résultat | Club                |  |
| --- | ------ | ----------- | -------- | ------------------- |  |
| 571 | Finale | Real Madrid | 2 - 0    | Eintracht Francfort |  |

Ligue des champions
Le club est qualifié grâce à sa victoire en championnat d'Espagne la saison dernière.
|     | Tour               | Club         | Aller | Total | Retour | Club             |     |
| --- | ------------------ | ------------ | ----- | ----- | ------ | ---------------- | --- |
| 572 | Groupe F : J1/J6   | Celtic FC    | 0 - 3 | 1 - 8 | 1 - 5  | Real Madrid      | 577 |
| 573 | Groupe F : J2/J5   | Real Madrid  | 2 - 0 | 4 - 3 | 2 - 3  | RB Leipzig       | 576 |
| 574 | Groupe F : J3/J4   | Real Madrid  | 2 - 1 | 3 - 2 | 1 - 1  | Chakhtar Donetsk | 575 |
| 578 | Huitième de finale | Liverpool FC | 2 - 5 | 2 - 6 | 0 - 1  | Real Madrid      | 579 |
| 580 | Quart de finale    | Real Madrid  | 2 - 0 | 4 - 0 | 2 - 0  | Chelsea FC       | 581 |
| 582 | Demi-finale        | Real Madrid  | 1 - 1 | 1 - 5 | 0 - 4  | Manchester City  | 583 |

#### 2023-2024:Ligue des champions
Le club est qualifié grâce à sa 2e place en championnat d'Espagne la saison dernière.
|     | Tour               | Club              | Aller | Total | Retour   | Club            |     | TaB   |
| --- | ------------------ | ----------------- | ----- | ----- | -------- | --------------- | --- | ----- |
| 584 | Groupe C : J1/J6   | Real Madrid       | 1 - 0 | 4 - 2 | 3 - 2    | Union Berlin    | 589 |       |
| 585 | Groupe C : J2/J5   | SSC Naples        | 2 - 3 | 4 - 7 | 2 - 4    | Real Madrid     | 588 |       |
| 586 | Groupe C : J3/J4   | SC Braga          | 1 - 2 | 1 - 5 | 0 - 3    | Real Madrid     | 587 |       |
| 590 | Huitième de finale | RB Leipzig        | 0 - 1 | 1 - 2 | 1 - 1    | Real Madrid     | 591 |       |
| 592 | Quart de finale    | Real Madrid       | 3 - 3 | 4 - 4 | 1 - 1 ap | Manchester City | 593 | 4 - 3 |
| 594 | Demi-finale        | Bayern Munich     | 2 - 2 | 3 - 4 | 1 - 2    | Real Madrid     | 595 |       |
| 596 | Finale             | Borussia Dortmund |       | 0 - 2 |          | Real Madrid     |     |       |

#### 2024-2025:Supercoupe de l'UEFA&Ligue des champions
En début de saison 2024-2025, le Real Madrid joue sa neuvième Supercoupe de l'UEFA à la suite de sa victoire en ligue des champions la saison dernière.
Supercoupe de l'UEFA
|     | Tour   | Club        | Résultat | Club             |  |
| --- | ------ | ----------- | -------- | ---------------- |  |
| 597 | Finale | Real Madrid | 2 - 0    | Atalanta Bergame |  |

Ligue des champions
Le club est qualifié grâce à sa victoire en championnat d'Espagne la saison dernière.
|     | Tour               | Club              | Aller | Total | Retour   | Club               |     | TaB   |
| --- | ------------------ | ----------------- | ----- | ----- | -------- | ------------------ | --- | ----- |
| 598 | Ligue : J1         | Real Madrid       |       | 3 - 1 |          | VfB Stuttgart      |     |       |
| 599 | Ligue : J2         | LOSC Lille        |       | 1 - 0 |          | Real Madrid        |     |       |
| 600 | Ligue : J3         | Real Madrid       |       | 5 - 2 |          | Borussia Dortmund  |     |       |
| 601 | Ligue : J4         | Real Madrid       |       | 1 - 3 |          | AC Milan           |     |       |
| 602 | Ligue : J5         | Liverpool FC      |       | 2 - 0 |          | Real Madrid        |     |       |
| 603 | Ligue : J6         | Atalanta Bergame  |       | 2 - 3 |          | Real Madrid        |     |       |
| 604 | Ligue : J7         | Real Madrid       |       | 5 - 1 |          | Red Bull Salzbourg |     |       |
| 605 | Ligue : J8         | Stade brestois 29 |       | 0 - 3 |          | Real Madrid        |     |       |
| 606 | Barrage            | Manchester City   | 2 - 3 | 3 - 6 | 1 - 3    | Real Madrid        | 607 |       |
| 608 | Huitième de finale | Real Madrid       | 2 - 1 | 2 - 2 | 0 - 1 ap | Atlético Madrid    | 609 | 4 - 2 |
| 610 | Quart de finale    | Arsenal FC        | 3 - 0 | 5 - 1 | 2 - 1    | Real Madrid        | 611 |       |

## Statistiques

### Participations
| 1re        |    |    |    |    |    |    |    |    |    |    |    |    |    |    |    |    |    |    |    |    |    |    |    |    |    |    |    |    |    |    |    |    |    |    |    |    |    |    |    |    |    |    |    |    |    |    |    |    |    |    |    |    |    |    |    |    |    |    |    |    |    |    |    |    |    |    |    |    |    |    |    |
|            |    |    |    |    |    |    |    |    |    |    |    |    |    |    |    |    |    |    |    |    |    |    |    |    |    |    |    |    |    |    |    |    |    |    |    |    |    |    |    |    |    |    |    |    |    |    |    |    |    |    |    |    |    |    |    |    |    |    |    |    |    |    |    |    |    |    |    |    |    |    |    |
| 2e         |    |    |    |    |    |    |    |    |    |    |    |    |    |    |    |    |    |    |    |    |    |    |    |    |    |    |    |    |    |    |    |    |    |    |    |    |    |    |    |    |    |    |    |    |    |    |    |    |    |    |    |    |    |    |    |    |    |    |    |    |    |    |    |    |    |    |    |    |    |    |    |
| 1/2        |    |    |    |    |    |    |    |    |    |    |    |    |    |    |    |    |    |    |    |    |    |    |    |    |    |    |    |    |    |    |    |    |    |    |    |    |    |    |    |    |    |    |    |    |    |    |    |    |    |    |    |    |    |    |    |    |    |    |    |    |    |    |    |    |    |    |    |    |    |    |    |
| 1/4        |    |    |    |    |    |    |    |    |    |    |    |    |    |    |    |    |    |    |    |    |    |    |    |    |    |    |    |    |    |    |    |    |    |    |    |    |    |    |    |    |    |    |    |    |    |    |    |    |    |    |    |    |    |    |    |    |    |    |    |    |    |    |    |    |    |    |    |    |    |    |    |
| 1/8        |    |    |    |    |    |    |    |    |    |    |    |    |    |    |    |    |    |    |    |    |    |    |    |    |    |    |    |    |    |    |    |    |    |    |    |    |    |    |    |    |    |    |    |    |    |    |    |    |    |    |    |    |    |    |    |    |    |    |    |    |    |    |    |    |    |    |    |    |    |    |    |
| 1/16       |    |    |    |    |    |    |    |    |    |    |    |    |    |    |    |    |    |    |    |    |    |    |    |    |    |    |    |    |    |    |    |    |    |    |    |    |    |    |    |    |    |    |    |    |    |    |    |    |    |    |    |    |    |    |    |    |    |    |    |    |    |    |    |    |    |    |    |    |    |    |    |
| 1/32       |    |    |    |    |    |    |    |    |    |    |    |    |    |    |    |    |    |    |    |    |    |    |    |    |    |    |    |    |    |    |    |    |    |    |    |    |    |    |    |    |    |    |    |    |    |    |    |    |    |    |    |    |    |    |    |    |    |    |    |    |    |    |    |    |    |    |    |    |    |    |    |
| Groupes    |    |    |    |    |    |    |    |    |    |    |    |    |    |    |    |    |    |    |    |    |    |    |    |    |    |    |    |    |    |    |    |    |    |    |    |    |    |    |    |    |    |    |    |    |    |    |    |    |    |    |    |    |    |    |    |    |    |    |    |    |    |    |    |    |    |    |    |    |    |    |    |
| 3e t. pré. |    |    |    |    |    |    |    |    |    |    |    |    |    |    |    |    |    |    |    |    |    |    |    |    |    |    |    |    |    |    |    |    |    |    |    |    |    |    |    |    |    |    |    |    |    |    |    |    |    |    |    |    |    |    |    |    |    |    |    |    |    |    |    |    |    |    |    |    |    |    |    |
| Années     | 55 | 56 | 57 | 58 | 59 | 60 | 61 | 62 | 63 | 64 | 65 | 66 | 67 | 68 | 69 | 70 | 71 | 72 | 73 | 74 | 75 | 76 | 77 | 78 | 79 | 80 | 81 | 82 | 83 | 84 | 85 | 86 | 87 | 88 | 89 | 90 | 91 | 92 | 93 | 94 | 95 | 96 | 97 | 98 | 99 | 00 | 01 | 02 | 03 | 04 | 05 | 06 | 07 | 08 | 09 | 10 | 11 | 12 | 13 | 14 | 15 | 16 | 17 | 18 | 19 | 20 | 21 | 22 | 23 | 24 | 25 |

| Coupe d'Europe des clubs champions / Ligue des champions | Coupe des Coupes | Coupe de l'UEFA / Ligue Europa | Supercoupe de l'UEFA | Coupe latine |

### Bilan par compétitions
| Compétition                                     | Saisons | J   | G   | N   | P   | Bp   | Bc  | Meilleure performance                                                                                  |
| ----------------------------------------------- | ------- | --- | --- | --- | --- | ---- | --- | --- |
| Coupe des clubs champions / Ligue des champions | 54      | 503 | 302 | 85  | 116 | 1104 | 558 | Vainqueur (1956, 1957, 1958, 1959, 1960, 1966, 1998, 2000, 2002, 2014, 2016, 2017, 2018, 2022 et 2024) |
| Coupe des coupes (Compétition disparue)         | 4       | 31  | 16  | 9   | 6   | 62   | 30  | Finaliste (1971 et 1983)                                                                               |
| Coupe UEFA / Ligue Europa                       | 9       | 64  | 33  | 10  | 21  | 111  | 75  | Vainqueur (1985 et 1986)                                                                               |
| Supercoupe de l'UEFA                            | 9       | 9   | 6   | 0   | 3   | 17   | 11  | Vainqueur (2002, 2014, 2016, 2017, 2022 et 2024)                                                       |
| Total compétitions UEFA                         | -       | 607 | 357 | 104 | 146 | 1294 | 674 | 23 trophées UEFA                                                                                       |
| Coupe latine (Compétition disparue)             | 2       | 4   | 4   | 0   | 0   | 10   | 1   | Vainqueur (1955 et 1957)                                                                               |
| Total Europe                                    | -       | 611 | 361 | 104 | 146 | 1304 | 675 | 25 trophées                                                                                            |

Mis à jour : 17 avril 2025.

### Adversaires européens
Des 141 clubs européens rencontrés, le Real Madrid reste invaincu face à 69 d'entre eux avec des adversaires tels que le Stade de Reims, les Glasgow Rangers ou encore le SSC Naples. Les madrilènes n'ont par contre jamais gagné face à 4 clubs comme le LOSC Lille, Arsenal FC ou l'Aberdeen FC.

## Repères historiques mondial
À la suite de ses différents titres au niveau national et européen, le Real participe à différentes compétitions d'envergure mondiale opposant des clubs européens aux clubs des autres continents.

### Petite coupe du monde des clubs
En ce qui concerne les compétitions mineures, le Real remporte deux fois (en 1952 et 1956) la Petite coupe du monde des clubs, rencontres amicales qui opposent de 1952 à 1970 des clubs champions européens (notamment le vainqueur de la coupe Latine mais également d'autres clubs vainqueurs de leur championnat ou d'une autre coupe européenne).

### Coupe intercontinentale
La plus prestigieuse de ce genre de compétition demeure la coupe intercontinentale qui oppose depuis 1960 le vainqueur de la C1 européenne à son équivalent sud-américain, le vainqueur de la Copa Libertadores. Le Real la remporte à trois reprises en 1960, 1998 et 2002, et en est finaliste en 1966 et 2000.

### Copa Iberoamericana
Il remporte également en 1994 la Copa Iberoamericana qui oppose le vainqueur de la coupe du Roi à celui de la coupe d'Argentine.

### Coupe du monde des clubs de la FIFA
Par la suite, la compétition change de format pour devenir la Coupe du monde des clubs de la FIFA. Expérimentée en 2000 et abandonnée temporairement en 2001, elle est véritablement instituée en 2005. Le Real participe pour la première fois à la compétition lors de sa première édition en 2000, et finit à la quatrième place. En 2014, le Real atteint la finale et la remporte pour la première fois. Le Real Madrid remporte de nouveau la Coupe du monde des clubs de la FIFA en 2016, 2017, 2018 et 2022.

### Coupe intercontinentale de la FIFA
La compétition est créée après la refonte de la Coupe du monde des clubs de la FIFA élargie à 32 clubs en 2025, qui passe d'un rythme annuel à quadriennal. En 2024, le Real atteint la finale et la remporte pour la première fois.

## Palmarès mondial
| Compétitions mondiales |
| --- |
| - Coupe du monde des clubs (5) : - Vainqueur en 2014, 2016, 2017, 2018 et 2022 - Coupe intercontinentale (3) : - Vainqueur en 1960, 1998 et 2002 - Finaliste en 1966 et 2000 - Coupe intercontinentale de la FIFA (1) : - Vainqueur en 2024 - Copa Iberoamericana (1) : (non officielle) - Champion en 1994 - Petite coupe du monde des clubs (2) : (non officielle) - Champion en 1952 et 1956 - Vice-champion en 1963 |

## Matchs mondiaux par saison

### Années 1950

#### 1952-1953:Petite coupe du monde des clubs
En début de saison 1952-1953, le Real Madrid joue sa première compétition internationale à la suite de sa 3e place en championnat d'Espagne la saison dernière.
les madrilènes jouent leur premier match internationale contre le club vénézuélien de La Salle FC.
|   | Tour           | Club           | Aller | Total | Retour | Club        |   |
| - | -------------- | -------------- | ----- | ----- | ------ | ----------- | - |
| 1 | Groupe : J1/J4 | Real Madrid    | 3 - 2 | 9 - 3 | 6 - 1  | La Salle FC | 4 |
| 2 | Groupe : J2/J5 | Millonarios FC | 1 - 1 | 2 - 2 | 1 - 1  | Real Madrid | 5 |
| 3 | Groupe : J3/J6 | Botafogo FR    | 2 - 2 | 2 - 2 | 0 - 0  | Real Madrid | 6 |

#### 1956-1957:Petite coupe du monde des clubs
En début de saison 1956-1957, le Real Madrid joue sa deuxième Petite coupe du monde des clubs à la suite de sa victoire en coupe des clubs champions la saison dernière.
|   | Tour           | Club        | Aller | Total | Retour | Club          |    |
| - | -------------- | ----------- | ----- | ----- | ------ | ------------- | -- |
| 7 | Groupe : J1/J6 | Real Madrid | 5 - 2 | 7 - 4 | 2 - 2  | Vasco da Gama | 12 |
| 8 | Groupe : J2/J4 | AS Rome     | 2 - 1 | 3 - 3 | 1 - 2  | Real Madrid   | 10 |
| 9 | Groupe : J3/J5 | Real Madrid | 2 - 1 | 4 - 2 | 2 - 1  | FC Porto      | 11 |

### Années 1960

#### 1960-1961:Coupe intercontinentale
En début de saison 1960-1961, le Real Madrid joue sa première coupe intercontinentale à la suite de sa victoire en coupe des clubs champions la saison dernière.
Les madrilènes jouent leur premier match de Coupe intercontinentale contre le club uruguayen du CA Peñarol.
|    | Tour   | Club       | Aller | Total | Retour | Club        |    |
| -- | ------ | ---------- | ----- | ----- | ------ | ----------- | -- |
| 13 | Finale | CA Peñarol | 0 - 0 | 1 - 5 | 1 - 5  | Real Madrid | 14 |

#### 1963-1964:Petite coupe du monde des clubs
En début de saison 1963-1964, le Real Madrid joue sa troisième Petite coupe du monde des clubs à la suite de sa victoire en championnat d'Espagne la saison dernière.
|    | Tour           | Club         | Aller | Total | Retour | Club        |    |
| -- | -------------- | ------------ | ----- | ----- | ------ | ----------- | -- |
| 15 | Groupe : J1/J3 | Real Madrid  | 2 - 1 | 4 - 2 | 2 - 1  | FC Porto    | 17 |
| 16 | Groupe : J2/J4 | São Paulo FC | 2 - 1 | 2 - 1 | 0 - 0  | Real Madrid | 18 |

#### 1966-1967:Coupe intercontinentale
En début de saison 1966-1967, le Real Madrid joue sa deuxième coupe intercontinentale à la suite de sa victoire en coupe des clubs champions la saison dernière.
|    | Tour   | Club       | Aller | Total | Retour | Club        |    |
| -- | ------ | ---------- | ----- | ----- | ------ | ----------- | -- |
| 19 | Finale | CA Peñarol | 2 - 0 | 4 - 0 | 2 - 0  | Real Madrid | 20 |

### Années 1990

#### 1993-1994:Copa Iberoamericana
En fin de saison 1993-1994, le Real Madrid dispute la copa Iberoamericana à la suite de sa victoire en coupe d'Espagne la saison dernière.
|    | Tour   | Club        | Aller | Total | Retour | Club         |    |
| -- | ------ | ----------- | ----- | ----- | ------ | ------------ | -- |
| 21 | Finale | Real Madrid | 3 - 1 | 4 - 3 | 1 - 2  | Boca Juniors | 22 |

#### 1998-1999:Coupe intercontinentale
En début de saison 1998-1999, le Real Madrid joue sa troisième coupe intercontinentale à la suite de sa victoire en ligue des champions la saison dernière.
|    | Tour   | Club        | Résultat | Club          |  |
| -- | ------ | ----------- | -------- | ------------- |  |
| 23 | Finale | Real Madrid | 2 - 1    | Vasco da Gama |  |

#### 1999-2000:Coupe du monde des clubs
En milieu de saison 1999-2000, le Real Madrid joue sa première coupe du monde des clubs à la suite de sa victoire en coupe intercontinentale la saison dernière.
|    | Tour          | Club           | Résultat | Club        |  | TaB   |
| -- | ------------- | -------------- | -------- | ----------- |  | ----- |
| 24 | Groupe A : J1 | Real Madrid    | 3 - 1    | Al Nassr FC |  |       |
| 25 | Groupe A : J2 | SC Corinthians | 2 - 2    | Real Madrid |  |       |
| 26 | Groupe A : J3 | Real Madrid    | 3 - 2    | Raja CA     |  |       |
| 27 | Petite Finale | Real Madrid    | 1 - 1 ap | Club Necaxa |  | 3 - 4 |

### Années 2000

#### 2000-2001:Coupe intercontinentale
En début de saison 2000-2001, le Real Madrid joue sa quatrième coupe intercontinentale à la suite de sa victoire en ligue des champions la saison dernière.
|    | Tour   | Club        | Résultat | Club         |  |
| -- | ------ | ----------- | -------- | ------------ |  |
| 28 | Finale | Real Madrid | 1 - 2    | Boca Juniors |  |

#### 2002-2003:Coupe intercontinentale
En début de saison 2002-2003, le Real Madrid joue sa cinquième coupe intercontinentale à la suite de sa victoire en ligue des champions la saison dernière.
|    | Tour   | Club        | Résultat | Club         |  |
| -- | ------ | ----------- | -------- | ------------ |  |
| 29 | Finale | Real Madrid | 2 - 0    | Club Olimpia |  |

### Années 2010

#### 2014-2015:Coupe du monde des clubs
En milieu de saison 2014-2015, le Real Madrid joue sa deuxième coupe du monde des clubs à la suite de sa victoire en ligue des champions la saison dernière.
|    | Tour        | Club        | Résultat | Club        |  |
| -- | ----------- | ----------- | -------- | ----------- |  |
| 30 | Demi-finale | Cruz Azul   | 0 - 4    | Real Madrid |  |
| 31 | Finale      | Real Madrid | 2 - 0    | San Lorenzo |  |

#### 2016-2017:Coupe du monde des clubs
En milieu de saison 2016-2017, le Real Madrid joue sa troisième coupe du monde des clubs à la suite de sa victoire en ligue des champions la saison dernière.
|    | Tour        | Club         | Résultat | Club            |  |
| -- | ----------- | ------------ | -------- | --------------- |  |
| 32 | Demi-finale | Club América | 0 - 4    | Real Madrid     |  |
| 33 | Finale      | Real Madrid  | 4 - 2 ap | Kashima Antlers |  |

#### 2017-2018:Coupe du monde des clubs
En milieu de saison 2017-2018, le Real Madrid joue sa quatrième coupe du monde des clubs à la suite de sa victoire en ligue des champions la saison dernière.
|    | Tour        | Club           | Résultat | Club        |  |
| -- | ----------- | -------------- | -------- | ----------- |  |
| 34 | Demi-finale | Al-Jazira Club | 1 - 2    | Real Madrid |  |
| 35 | Finale      | Grêmio         | 0 - 1    | Real Madrid |  |

#### 2018-2019:Coupe du monde des clubs
En milieu de saison 2018-2019, le Real Madrid joue sa cinquième coupe du monde des clubs à la suite de sa victoire en ligue des champions la saison dernière.
|    | Tour        | Club            | Résultat | Club        |  |
| -- | ----------- | --------------- | -------- | ----------- |  |
| 36 | Demi-finale | Kashima Antlers | 1 - 3    | Real Madrid |  |
| 37 | Finale      | Real Madrid     | 4 - 1    | Al-Aïn      |  |

### Années 2020

#### 2022-2023:Coupe du monde des clubs
En milieu de saison 2022-2023, le Real Madrid joue sa sixième coupe du monde des clubs à la suite de sa victoire en ligue des champions la saison dernière.
|    | Tour        | Club        | Résultat | Club        |  |
| -- | ----------- | ----------- | -------- | ----------- |  |
| 38 | Demi-finale | Al Ahly SC  | 1 - 4    | Real Madrid |  |
| 39 | Finale      | Al-Hilal FC | 3 - 5    | Real Madrid |  |

#### 2024-2025:Coupe intercontinentale&Coupe du monde des clubs
En milieu de saison 2024-2025, le Real Madrid joue la première édition de la nouvelle Coupe intercontinentale à la suite de sa victoire en ligue des champions la saison dernière.
Coupe intercontinentale
|    | Tour   | Club        | Résultat | Club       |  |
| -- | ------ | ----------- | -------- | ---------- |  |
| 40 | Finale | Real Madrid | 3 - 0    | CF Pachuca |  |

En fin de saison 2024-2025, le Real Madrid joue sa septième coupe du monde des clubs à la suite de ses victoires en ligues des champions les saisons dernières.
Coupe du monde des clubs
|    | Tour               | Club                | Résultat | Club              |  |
| -- | ------------------ | ------------------- | -------- | ----------------- |  |
| 41 | Groupe H : J1      | Real Madrid         | 1 - 1    | Al-Hilal FC       |  |
| 42 | Groupe H : J2      | Real Madrid         | 3 - 1    | CF Pachuca        |  |
| 43 | Groupe H : J3      | RB Salzbourg        | 0 - 3    | Real Madrid       |  |
| 44 | Huitième de finale | Real Madrid         | 1 - 0    | Juventus Turin    |  |
| 45 | Quart de finale    | Real Madrid         | 3 - 2    | Borussia Dortmund |  |
| 46 | Demi-finale        | Paris Saint-Germain | 4 - 0    | Real Madrid       |  |

## Statistiques

### Participations
| 1re       | 1952 | 1956 | 1960 |      |      | 1994 | 1998 |      | 2002 | 2014 | 2016 | 2017 | 2018 | 2022 | 2024 |      |
| 2e        |      |      |      | 1963 | 1966 |      |      | 2000 |      |      |      |      |      |      |      |      |
| 3e        |      |      |      |      |      |      |      |      |      |      |      |      |      |      |      |      |
| 4e        |      |      |      |      |      |      |      | 2000 |      |      |      |      |      |      |      |      |
| 1/2       |      |      |      |      |      |      |      |      |      |      |      |      |      |      |      | 2025 |
| 1/4       |      |      |      |      |      |      |      |      |      |      |      |      |      |      |      |      |
| 1/8       |      |      |      |      |      |      |      |      |      |      |      |      |      |      |      |      |
| Groupes   |      |      |      |      |      |      |      |      |      |      |      |      |      |      |      |      |
| Décennies | 1950 | 1950 | 1960 | 1960 | 1960 | 1990 | 1990 | 2000 | 2000 | 2010 | 2010 | 2010 | 2010 | 2020 | 2020 | 2020 |

| Petite coupe du monde des clubs | Coupe intercontinentale | Copa Iberoamericana | Coupe du monde des clubs de la FIFA | Coupe intercontinentale de la FIFA |

### Bilan par compétitions
| Compétition                                            | Saisons | J  | G  | N | P | Bp  | Bc | Meilleure performance                      |
| ------------------------------------------------------ | ------- | -- | -- | - | - | --- | -- | ------------------------------------------ |
| Coupe du monde des clubs de la FIFA                    | 7       | 20 | 16 | 2 | 2 | 51  | 24 | Vainqueur (2014, 2016, 2017, 2018 et 2022) |
| Coupe intercontinentale (Compétition disparue)         | 5       | 7  | 3  | 1 | 3 | 10  | 8  | Vainqueur (1960, 1998 et 2002)             |
| Coupe intercontinentale de la FIFA                     | 1       | 1  | 1  | 0 | 0 | 3   | 0  | Vainqueur (2024)                           |
| Total compétitions FIFA                                | -       | 28 | 20 | 3 | 5 | 64  | 32 | 9 trophées FIFA                            |
| Petite coupe du monde des clubs (Compétition disparue) | 3       | 16 | 8  | 6 | 2 | 32  | 20 | Vainqueur (1952 et 1956)                   |
| Copa Iberoamericana (Compétition disparue)             | 1       | 2  | 1  | 0 | 1 | 4   | 3  | Vainqueur (1994)                           |
| Total Monde                                            | -       | 46 | 29 | 9 | 8 | 100 | 55 | 12 trophées                                |

Mis à jour : 10 juillet 2025.

### Adversaires mondiaux
Des 28 clubs rencontrés, le Real Madrid reste invaincu face à 22 d'entre eux avec des adversaires tels que le FC Porto, les Corinthians ou encore Grêmio. Les madrilènes n'ont par contre jamais gagné face à 6 clubs comme le São Paulo FC, Botafogo FR ou le Club Necaxa.